# 柏木実業専門学校
柏木実業専門学校（かしわぎじつぎょうせんもんがっこう）は、神奈川県大和市に所在する専修学校（学校教育法第124条規定）で、職業実践専門課程情報ビジネス科・医療情報学科・経営経理研究科（学校教育法第125条3項規定）を設置し、商業実務全般を教授している。大和市深見東に本校舎があり、大和市大和南に研修センターがある。運営は学校法人柏木学園。

## 概要
- １９４６年創立の伝統ある専門学校。創立以来変わらない少人数教育により、学生一人ひとりに対するきめ細かい指導をモットーとしている。
- 全学科を通して、日本商工会議所主催簿記検定の上位級（１級以上）取得を目指しており、所属する教員が日本商工会議所（大和商工会議所）主催の簿記講習会講師を務めている。
- 全国経理教育協会の試験会場校となっており、外部受験者の受け入れ校の一つである。
- 系列校として、柏木学園高等学校、大和商業高等専修学校、都筑ヶ丘幼稚園がある。

## 設置学科と内容
- 情報ビジネス科：簿記・パソコンを中心とした、ビジネス社会で必要な知識・技能を、検定取得を通して目指す学科。平成26年度より経理本科より名称変更。
- 医療情報学科：医療事務や調剤事務など、医療事務員として必要な知識・技能に加え介護職員初任者研修を通して「介護」もできる事務員を目指す学科。卒業時には医療事務・調剤事務の資格並びに介護職員初任者研修（旧ホームヘルパー２級）の資格を取得。
- 経営経理研究科：大学・短大・専門学校を卒業した者が、経営に関する深い知識や技能を修得することを目指す学科。
- ２０２０年４月よりカリキュラムを変更。職業実践専門課程３学科全てに、新たに「情報実践基礎」「情報実践応用」「情報実践演習」の３科目を設け、「ＪＵＩＤＡドローン操縦技能者」「ＪＵＩＤＡ無人航空機安全運航管理者」の資格取得を目指す。また、希望者は、国家資格「二等無人航空機操縦士」の取得指導を受けることができる。

## 短大・大学併修
- 同校は、産業能率大学並びに自由が丘産能短期大学と教育交流校となっており、専門学校に在籍しながら学士・短期大学士の取得を目指すことのできる「短大併修」「大学併修」を行うことができる。

## 沿革
- 1946年　経営経理研究所「柏木塾」設立
- 1953年　柏木簿記珠算学校認可。初代校長　柏木照明　就任
- 1964年　柏木実業学校と校名変更
- 1976年　柏木実業専門学校と改称。専修学校として認可を受ける
- 1980年　学校法人柏木学園に組織変更。初代理事長　柏木照明　就任
- 1988年　産能短期大学（現：自由が丘産能短期大学）と教育交流校となり、短大併修が可能となる
- 1994年　専門課程「経営経理研究科」を開設
- 1996年　創立50周年記念式典開催
- 1997年　産業能率大学と教育交流校となり、大学併修が可能となる
- 2006年　創立60周年記念式典開催
- 2006年　新校舎完成
- 2010年　専門課程「医療情報学科」を開設
- 2011年　二代目校長　平光愼思郎　就任。研修センター完成
- 2012年　二代目理事長　柏木照正　学園長　柏木照明　就任
- 2013年　三代目校長　坂本　司　就任。柏木学園総合体育館落成
- 2014年　専門課程「経理本科」を「情報ビジネス科」に名称変更
- 2015年　専門課程「医療情報学科」「情報ビジネス科」「経営経理研究科」が、文部科学大臣より職業実践専門課程に認定される
- 2015年　四代目校長　桐野　輝久　就任。
- 2016年　創立70周年記念式典開催
- 2020年　職業実践専門課程３学科のカリキュラムを変更し、新たに「情報実践基礎」「情報実践応用」「情報実践演習」の３科目を設け、卒業時に「ＪＵＩＤＡドローン操縦技能者」「ＪＵＩＤＡ無人航空機安全運航管理者」の資格取得が可能となる。
- 2023年　法改正によるドローン国家資格制度スタートに伴い、二等無人航空機操縦士資格取得が可能となる。

## 交通
- 本校舎：小田急江ノ島線・相鉄線大和駅 徒歩10分
- 研修センター：小田急江ノ島線・相鉄線大和駅 徒歩6分